# Paseo de Cristóbal Colón (Sevilla)
El paseo de Cristóbal Colón (conocido como paseo Colón) es una importante avenida pública de la ciudad de Sevilla (España), que discurre paralela al río Guadalquivir y que supone una continuación del paseo de las Delicias. En esta vía se concentran importantes monumentos de la ciudad, como la  Torre del Oro, la plaza de toros de la  Maestranza o el teatro de la Maestranza.

## Historia

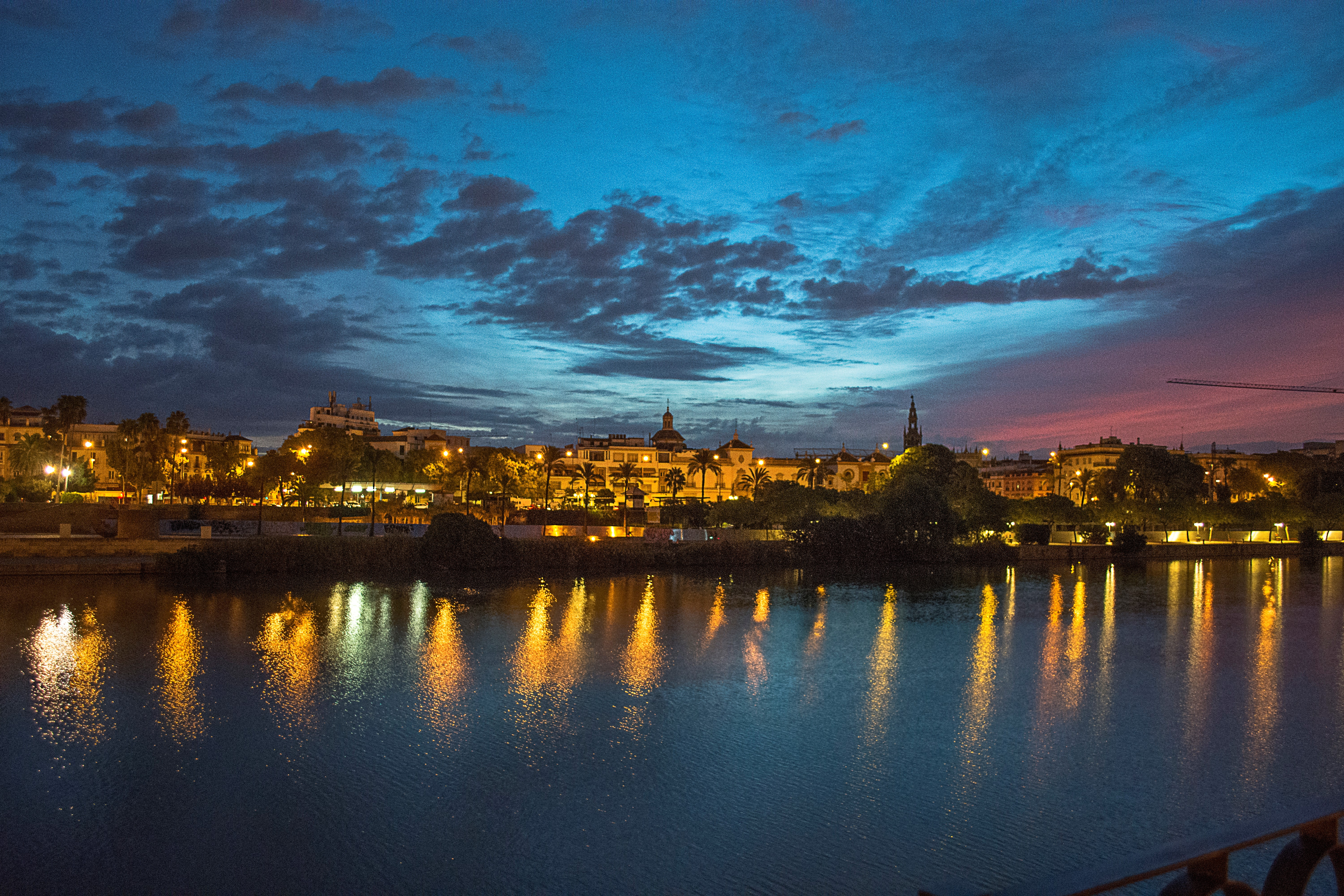
Amanecer del paseo de Colón desde el barrio de Triana.

El río Guadalquivir fue un elemento vertebrador en el desarrollo de la ciudad de Sevilla. El descubrimiento de América y el establecimiento del monopolio del comercio, en el siglo XVI, hicieron del puerto de Sevilla una área de gran importancia para la ciudad. Los barcos atracaban en el muelle de Aduanas, junto a la Torre del Oro. La zona extramuros de la ciudad comprendida entre la muralla que se prolongaba hasta la Torre del Oro, el río Guadalquivir y el puente de barcas era conocida ya desde el siglo XII como el Arenal, en la que se concentraba una intensa actividad portuaria. En el primer tercio del siglo XIX, se derribó el lienzo de muralla que unía la Torre del Oro con la ciudad, quedando expedito el paso hacia el sur, en lo que es el actual paseo de Cristóbal Colón.
En el siglo XVIII, el sistema de defensa contra las inundaciones del río en esta zona, se estructuraba en la existencia de varios muros paralelos entre los cuales se abrían paseos para coches y peatones. El último de los muros se levantaba aproximadamente en la línea de fachada del actual paseo de Colón. En 1803, la vía estaba compuesto por cinco calles, siendo el central un paseo con bancos. Desde el siglo XVII existen noticias de que la población de la ciudad acudía al Arenal a pasear. 
A inicios del siglo XIX seguía siendo bastante concurrida, aunque a finales de ese siglo, la renovada actividad portuaria provocó que la zona de paseo se trasladase a otras lugares. Durante este siglo se fue elevando el nivel del paseo, tras las obras de los muelles y el trazado del ferrocarril y se entubaron definitivamente varios canales que atravesaban la vía y que servían como desagüe de aguas residuales hacia el Guadalquivir.

## Lugares singulares

#### Puente de Triana
El puente de Isabel II, conocido popularmente como Puente de Triana, da inicio al paseo de Colón. Atraviesa el río Guadalquivir y une el centro de la ciudad con el barrio de Triana. Su construcción finalizó en 1852 y sustituyó a un puente de barcas que existía en su lugar. Frente al puente se encontraba la Puerta de Triana, que era una de las puertas que daban acceso al recinto amurallado de la ciudad y que fue derribada en 1868.
- Muelle de la Sal
  - Monumento a la tolerancia, escultura monumental, obra de Eduardo Chillida, inaugurada en 1992.

#### Plaza de toros de las Maestranza

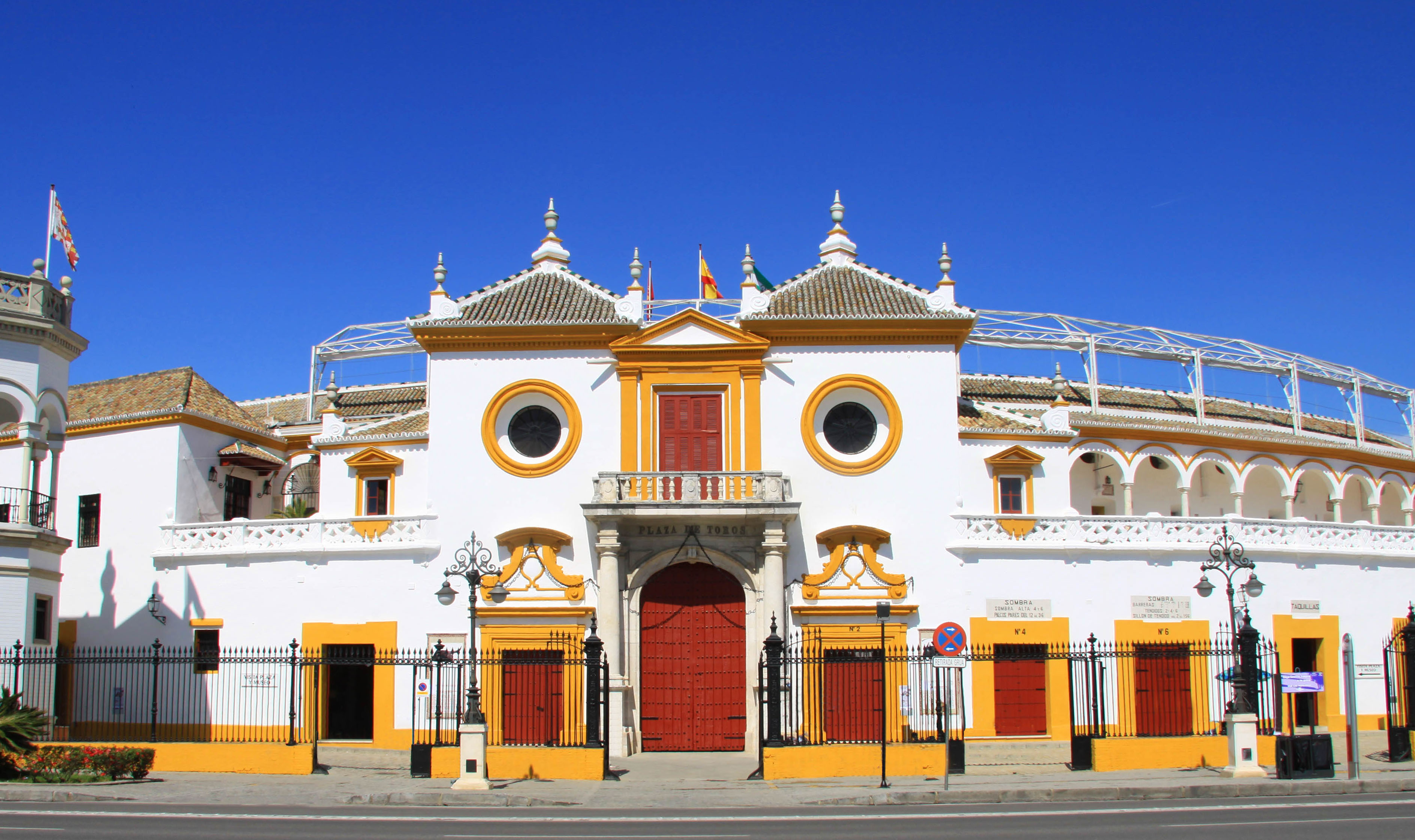
Fachada principal de la plaza de toros de la Maestranza.

La Maestranza es una plaza de toros histórica, propiedad de Real Maestranza de Caballería de Sevilla, que constituye uno de los edificios más representativos de la ciudad.
Su construcción comenzó el 1761, con diseño del arquitecto Vicente San Martín. Destaca el proyecto de José Guerrero para la portada, formado por un gran arco de medio punto con dos columnas de estilo toscano a sus flancos y sobre ellas un balcón con remate en frontón.
Hacia 1839 las obras todavía se encontraban activas y solo se había terminado la mitad de la plaza, concluyéndose las mismas hacia 1880.
Hacia 1876 intervino en las obras Juan Talavera de la Vega que terminó las arquerías de los tendidos. Entre 1912 y 1915 participó en algunas reformas Aníbal González. Anexo  a la plaza de toros se encuentra el destacado edificio sede de la institución de los maestrantes y capilla, que fue terminado en 1930 y constituye una obra póstuma del arquitecto Aníbal González. Cercanas a la plaza también se localizan las estatuas de los toreros Curro Romero, Pepe Luis Vázquez y su hermano Manolo Vázquez.

#### Teatro de la Maestranza

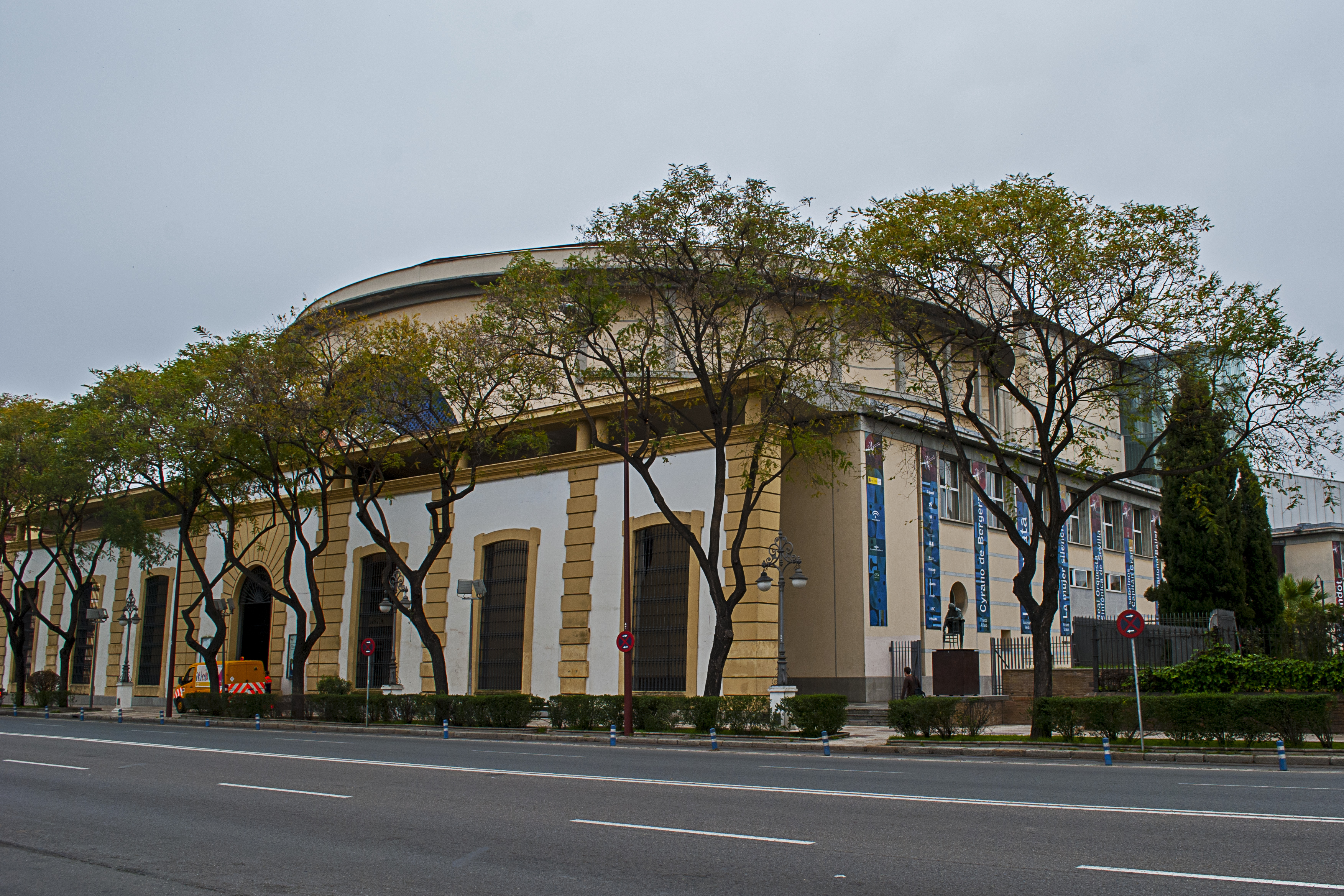
Fachada del Teatro de la Maestranza.

El teatro de la Maestranza es el teatro de la ópera de la ciudad y sede de la Real Orquesta Sinfónica de Sevilla. Fue inaugurado en 1991 y sirvió de escenario para los grandes actos de carácter cultural que albergó la ciudad de Sevilla durante la Exposición Universal de 1992, en la que se interpretaron en el teatro nueve óperas, producidas por los mejores teatros del mundo. 

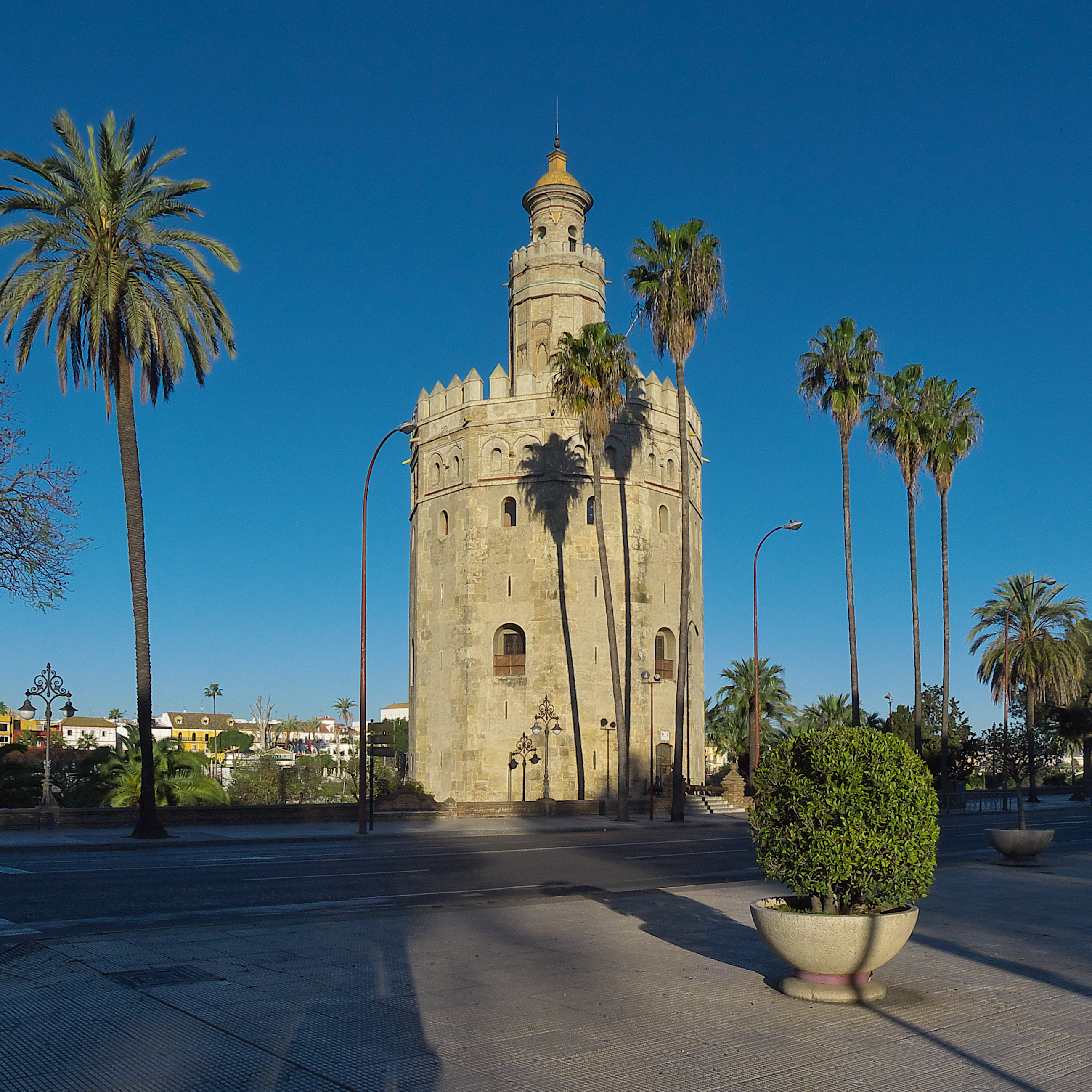
Torre del Oro desde el paseo de Colón.

El solar donde se levanta el edificio fue sede de la Maestranza de Artillería, de la que tomó su nombre el teatro, y fue adquirido por la Diputación Provincial para la construcción de un palacio de cultura, pero en 1988, ante la inminencia de la Exposición, se hizo necesario un espacio para acoger su programa lírico y sinfónico, por lo que se decidió reconvertir el proyecto a teatro de ópera. Sus arquitectos fueron Aurelio del Pozo y Luis Marín, en cuyo proyecto se mantuvo a modo de pantalla, la fachada hacia el paseo Colón del siglo XIX, de estilo neoclásico del demolido edificio del Parque de la Maestranza  a la que se añadió un frontispicio sobrebajado, que se une con el edificio en forma de cilindro cubierto con una bóveda rebajada. Entre los años 2005 y 2007, se llevaron a cabo obras de transformación del edificio, en las que el trascenio y el escenario fueron renovados y ampliados y se dotó de nueva tecnología. Entre el teatro y los jardines de la Caridad se encuentra el monumento a Wolfgang Amadeus Mozart, que data de 1991.
- Jardines de la Caridad que datan del siglo XIX, presididos por el monumento a Miguel de Mañara, obra del escultor Antonio Susillo.

#### Torre del Oro
La torre del Oro es una construcción de carácter defensivo que se encuentra situado junto al río. Data del año 1220, cuando entró a formar parte del recinto amurallado de la ciudad almohade y que tenía como misión principal la vigilancia y protección del río Guadalquivir.Está dividido en tres cuerpos, el primero de estructura dodecagonal al que se le añadieron dos cuerpos superiores uno de forma hexagonal del siglo XIV y otro circular del siglo XVIII. La Torre fue declarada monumento histórico-artístico en 1931.

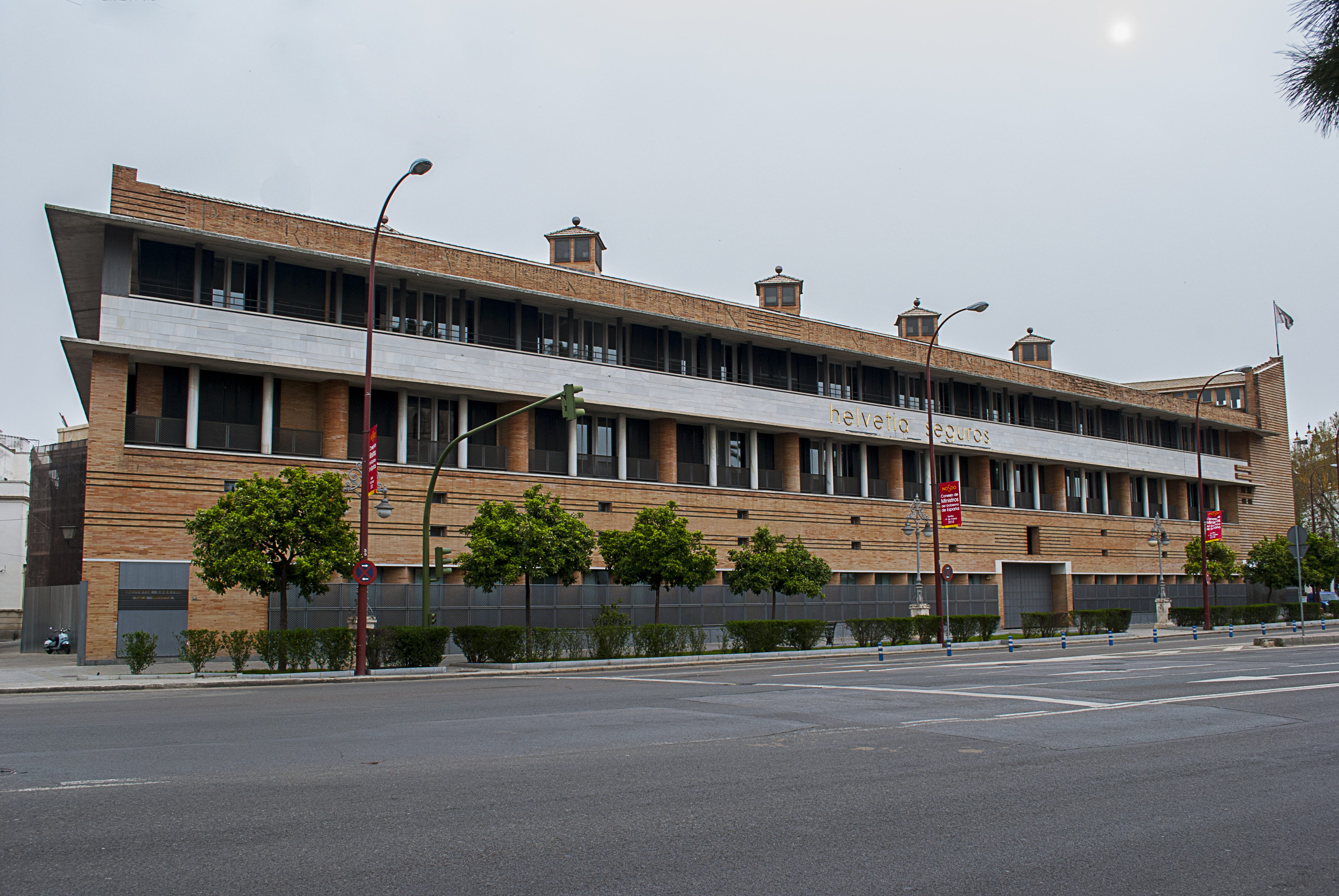
Fachada del edificio de la Previsión Española al paseo de Colón (1982-1987), obra del arquitecto Rafael Moneo.

#### Otros edificios y monumentos
- Edificio de viviendas (núm. 16-19) para Manuel Campos Peña del arquitecto Pedro Sánchez Núñez.
- Edificio de viviendas esquina calle Núñez de Balboa (1912-1918), obra de Aníbal González.
- Edificio de la antigua Previsión Española, (hoy Helvetia Seguros) en la esquina del paseo con calles Postigo del Carbón y Almirante Lobo. Es obra del prestigioso arquitecto Rafael Moneo, realizado entre 1982 y 1987. La fachada de este edificio, en ladrillo prensado, hace recordar la muralla almohade. El inmueble logra, con un lenguaje moderno, una perfecta integración en un emplazamiento histórico con los restos de muralla, el río y la Torre del Oro, en sus inmediaciones. El acceso principal no se centra en el paseo de Colón sino en las esquinas para no romper el protagonismo de la Torre del Oro.[6][7]
- Busto del cantaor de flamenco Antonio Mairena, en el Jardín de Rafael Montesinos.
- Estatua de Carmen la Cigarrera.
- Monumento ecuestre de María de las Mercedes de Borbón y Orleans.